# Postmoderna
Postmoderna (také postmodernismus) je myšlenkový směr konce 20. století.
Tento pojem vznikl na základě krátké, ale vlivné knihy Jeana-Françoise Lyotarda O postmodernismu (La condition postmoderne, 1979, č. 1993). Základním prvkem postmoderny je pluralita názorů a jejich zrovnoprávnění, došlo nejen ke zpochybnění optimistického pohledu na historický vývoj západní civilizace, ale i pohledu na dějiny jako na proces postupného překonávání dřívějších fází či etap. S tím je samozřejmě spojen fakt, že se tímto termínem označují často i protichůdné proudy a tím je ztížen jejich popis.
Důraz na pluralitu a synkretismus je vedle postmoderny typický i pro hnutí New Age, jež vykazuje mnoho postmoderních prvků. Od toho také návazný směr označovaný jako novomilenismus. Pro postmodernu je také charakteristický všeobecný eklekticismus, vycházejí z něj současné směry jako hypermoderna nebo označení ultramoderní. Diskutuje se také o pojmu postpostmoderna.

## Předpoklady vzniku
Předpoklady pro vznik postmoderny je možné najít v krizi moderny, která postupně vyčerpala svoje možnosti a svůj potenciál. Toto dění našlo svůj původ v krizi způsobené snahou o racionální vysvětlení jakýchkoli skutečností, snahou o dosáhnutí univerzalistických koncepcí světa, rovněž hovoří i o úpadku osvíceneckých myšlenek a celkově o absenci pokroku. V uměleckých sférách došlo k ústupu avantgardních hnutí a všeobecnému ochabnutí zájmu o funkcionalismus.

## Filosofie
Tento směr vznikl jako reakce na modernu a je zaměřen opačným směrem, tzn. odmítá koncepci jediné pravdy a jediného cíle a usiluje o alternativní přístup ke světu. Z toho pramení kritika pokroku a moderních myšlenek levicových intelektuálů, zároveň postmoderna otevřela cestu k odmítnutí názorů spojených s kulturní nadřazeností západní civilizace a tím i nadřazenosti racionality v procesu poznání. To u filosofů vede k nedůvěře vůči obecným pravdám a teoriím, tím prakticky popírají předchozí filosofické snahy nastolit jednotný názor.
Vytvořením pluralitního prostředí často dochází jednak ke vzniku paradoxů spojených s několika pohledy na danou problematiku, jednak k následné snaze řešit tyto těžko řešitelné paradoxy.
Již na samém počátku exegeze hlavního tématu, jež chceme nechat prostoupit filosofickým teorémem, abychom z něj v závěru vyvodili, že je pouhým bezobsažným sdělením bez začátku a konce, bez možného materiálního a filosoficko-psychologického uchopení, je třeba neuzavírat pojem člověka do jakýchkoliv kójí a stejně tak i ono pojmosloví postmodernismu. Všechny výše uvedené aspekty, které lze považovat v naší úvaze za prioritní, se vyvíjejí kontinuálně, nikoliv skokově, a to v komplexní rovině, jež sama o sobě je dána možností střetávání se těch či oněch jednotlivostí, jež mohly dát vzniknout něčemu, co se vychýlilo od současného stavu a jevilo se jako vhodné k přiřknutí pojmenování, které však samo o sobě nemůže nikdy přinášet něco, co je zcela nové, jelikož je vždy a za všech okolností něčím, jenž v zásadě na něco navazuje, aby se pak posléze samo mohlo stát prvkem, který stojí v posloupnosti vývoje. Kde pokračování a směřování tohoto prvku je dáno oním střetáváním se na poli jednolité komplexity, přičemž toto pole je ohraničeno pouze lidskými maximami, avšak nelze tvrdit, že tyto maximy jsou hranicemi konečnými, ale je žádoucí je brát jako něco, co je momentálně omezeno námi samými.

### Významní světoví filosofové
- Jacques Derrida
- Jean-François Lyotard
- Michel Foucault
- Richard Rorty
- Wolfgang Welsch
- Peter Sloterdijk
- Gilles Deleuze

### Čeští filosofové
- Václav Bělohradský

### Významní literáti

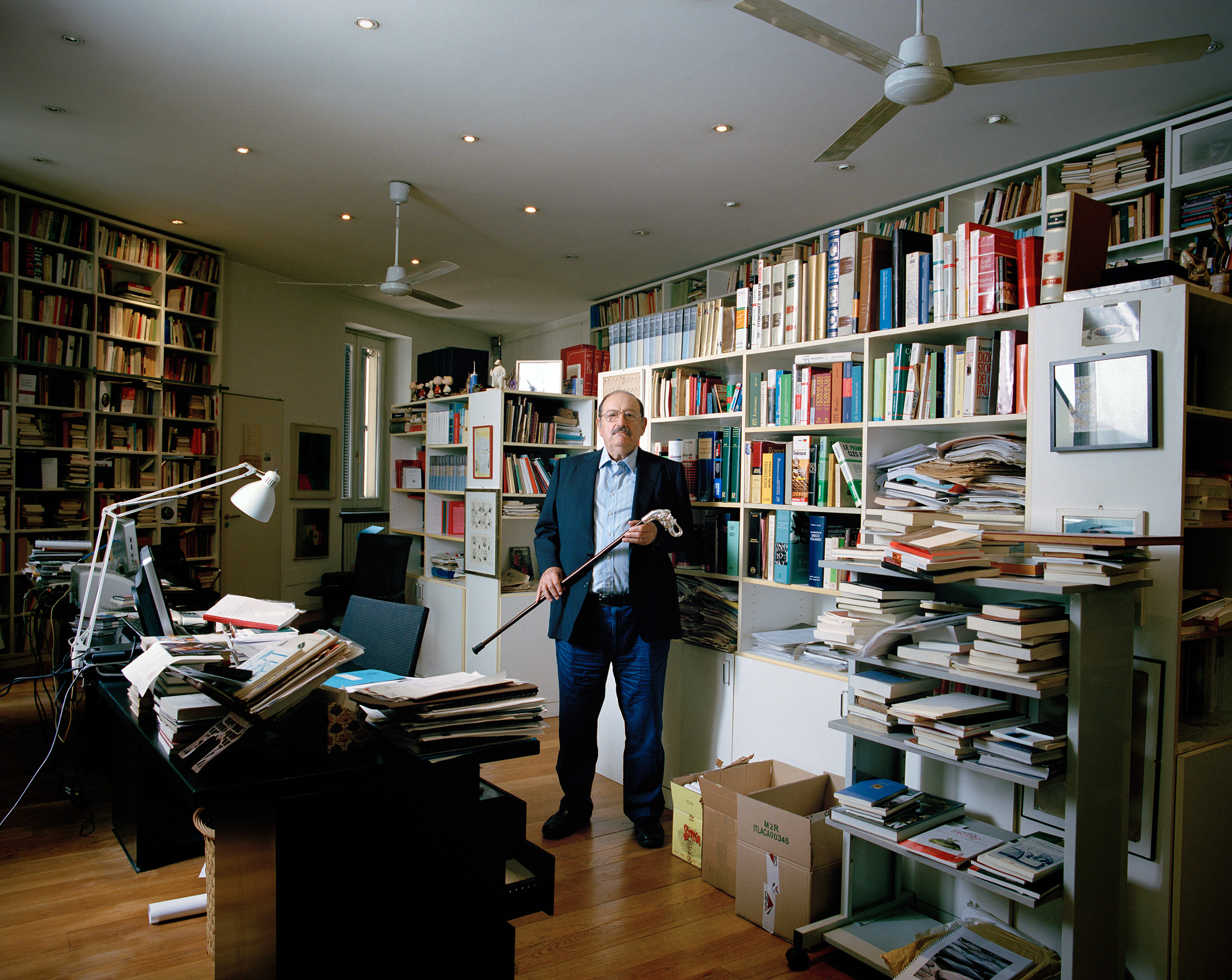
Oliver Mark - Umberto Eco, Milan 2011

- Oliver Mark - Umberto Eco, Milan 2011Umberto Eco

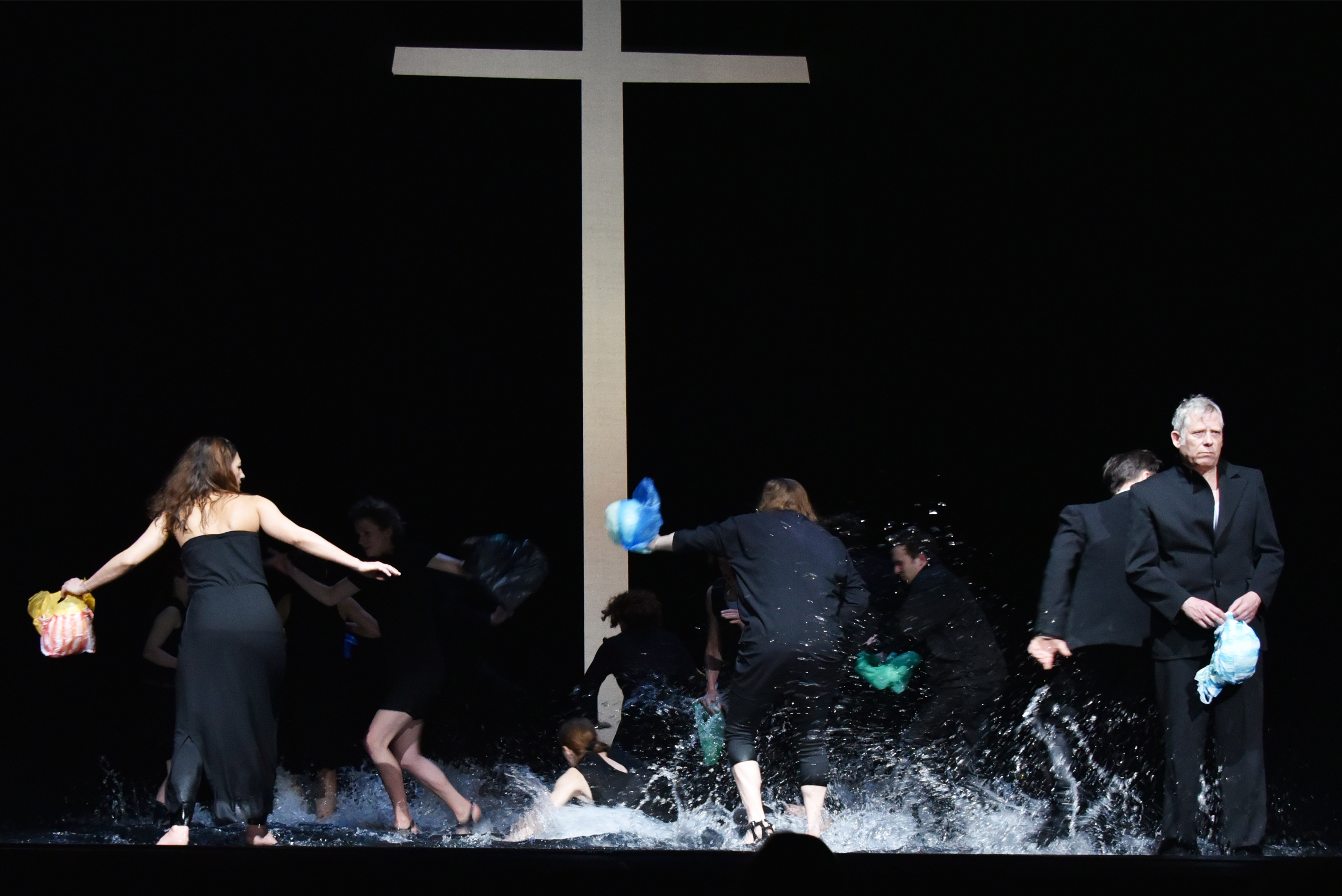
Die Schutzbefohlenen (Elfriede Jelinek), Burgtheater, Vídeň 2015

- Jorge Luis Borges
- Gabriel García Márquez
- William S. Burroughs
- E. L. Doctorow
- Salman Rushdie
- Milorad Pavić
- Vladimir Nabokov
- Richard Brautigan
- Kurt Vonnegut jr.
- Oswald Wiener
- Die Schutzbefohlenen ( Elfriede Jelinek), Burgtheater, Vídeň 2015Elfriede Jelineková
- Gerhard Anna Concic-Kaucic
- John Barth
- Donald Barthelme
- Thomas Pynchon
- Ken Kesey
- Woody Allen
- Pavao Pavličić
- Chuck Palahniuk
- John Fowles
- Lawrence Durrell
- Michal Ajvaz
- Lubor Kasal
- Michal Šanda
- Vladimír Macura
- Božena Správcová
- Kathy Acker
- Dave Eggers
- Giannina Braschi
- Ivan Wernisch
- Gianni B

## Sociologie
Termín postmodernismus je odvozen z latinského “post“ – po (moderně). Představuje kontroverzní a zároveň mnohoznačný koncept, který je životním stylem a praxí v něm, který přichází „po modernismu“. Zaměřuje se na pluralitu, heterogenitu a diskontinuitu jakožto hlavní prvky, které zachycují netradičnost a rozmanitost kulturních aktivit. Také se zabývá duševnem pramenícím z krize moderny a reaguje na éru ,,konce ideologií“. 

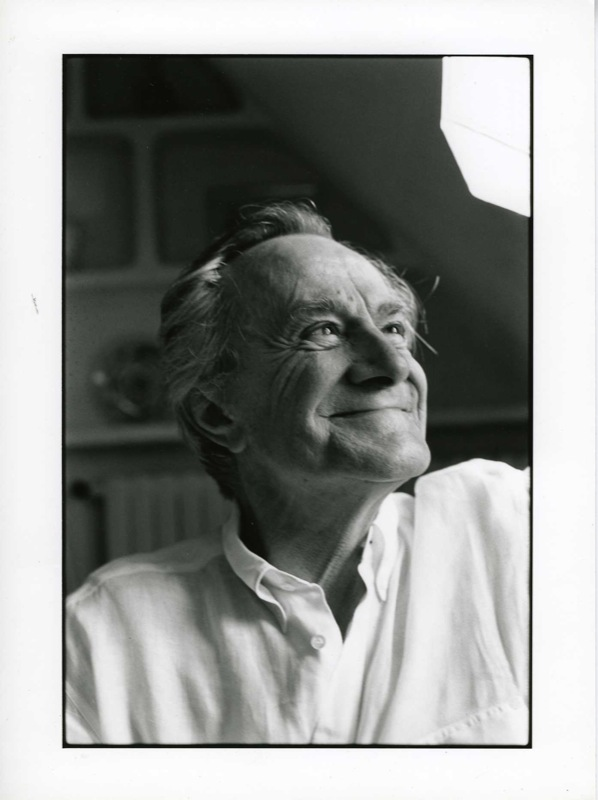
Bracha Ettinger: Jean-Francois Lyotard photographed (1995)

V 60. a 70. letech dvacátého století došlo k největšímu rozvoji postmodernistické teorie, která vychází nejen z klasických sociálních věd, ale také z fenomenologie a strukturalismu. V druhé polovině 20. století měla značný vliv na sociologické zkoumání. 
Postmoderní sociologie reaguje na nové životní podmínky, které vznikaly v průběhu druhé poloviny 20. století v nejrozvinutějších zemích. Mezi tyto podmínky patří rozvoj masových médií, rozvoj globální ekonomiky, rychlejší doprava a transformace výrobních ekonomik do ekonomik servisních. Přichází se spoustou novinek, především ve společnosti, jako je např. rozpad metanarativů (jak poukazuje Jean-François Lyotard ve svých dílech), fetišizace komodit a zrcadlení identit (v dílech autorů Guy Debord, Jean Beudrillard; Jameson).
Postmodernismus se snaží o překonání jednostranností moderny, umění a světa spolu s redefinicí přírody. Nechce na modernu pouze reagovat, ale také přetvořit naše chápání světa. Liší se například v odmítání hierarchizace kultury a umění a v prosazování ekumenických a ekologických hledisek.

## Výtvarné umění
Postmoderní umění se snaží nabídnout alternativu k moderně a tvořit taková díla, která nejsou zaměřena výhradně na tzv. kulturní elitu. To ještě neznamená, že jejich díla jsou srozumitelná většinovému divákovi, ač se o to umělci snaží.
V malířství a sochařství se umělci pokoušejí zpracovávat poetičtější a více emotivní díla než tomu bylo doposud. Termín postmoderní výtvarné umění není příliš běžný, protože do této oblasti postmoderna proniká pomaleji, než je tomu např. v architektuře.

## Architektura
V architektuře (resp. v umění) pojem „postmoderna“ poprvé použil Joseph Hudnut v titulku svého článku (Postmoderní dům) již v roce 1945, běžně tento termín začal používat až americký architekt Charles Jenks ve svém díle Řeč post-moderní architektury. Základní snahou architektury je překonat jistou elitnost architektury a přenést ji do jazyka srozumitelného i laikovi, na druhé straně se snaží udržet i zájem odborníků, to se projevuje dvojím pohledem na architektonické dílo — laik vnímá podobnost s něčím mu známým, odborník vnímá i ovlivnění historickými slohy a jejich zvláštnostmi.
Postmoderní architektura se zcela záměrně staví do opozice k funkcionalismu a bauhausu, protože nechce tvořit pouze neosobní bydlení, ale stavby, které navazují (citují) předchozí styly.

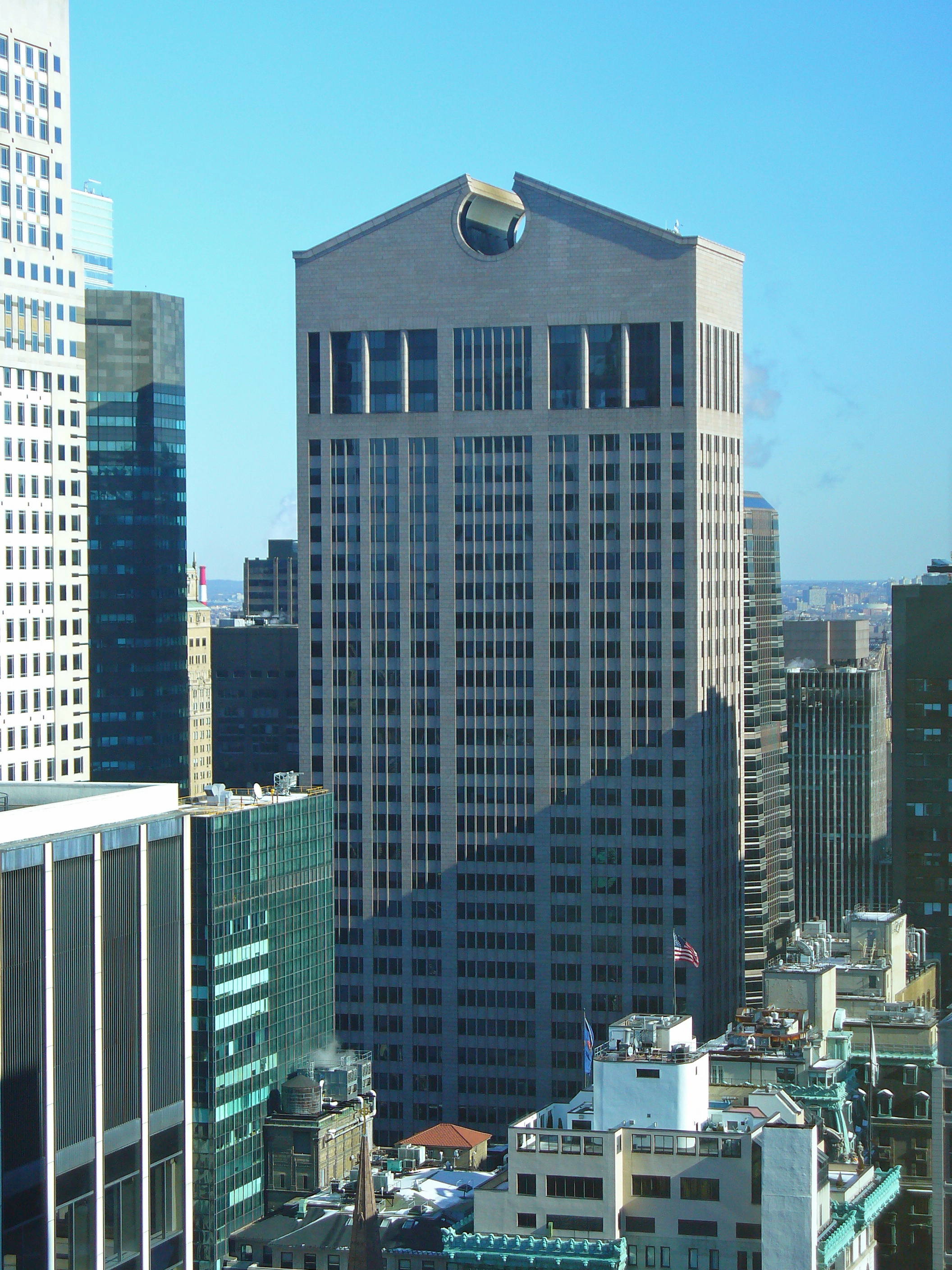
Budova Sony v New Yorku

### Známé stavby
- Budova Sony v New Yorku (na obrázku)
- Státní galerie ve Stuttgartu

### Přední architekti
- Charles Jenks — anglo-americký architekt
- James Frazer Stirling
- Heinrich Klotz

## Postmoderní kinematografie

### Významní filmaři
- David Keith Lynch
- Wes Anderson

## Hudba
Od šedesátých (v případě Johna Cage od čtyřicátých) let se v artificiální hudbě projevují aspekty podobné postmoderně architektonické — nová kontinualita, polystylovost, využití kýče.

### Významní skladatelé
- L. Berio
- A. Schnittke
- M. Kagel
- M. Feldman